# Dayr az-Zawr

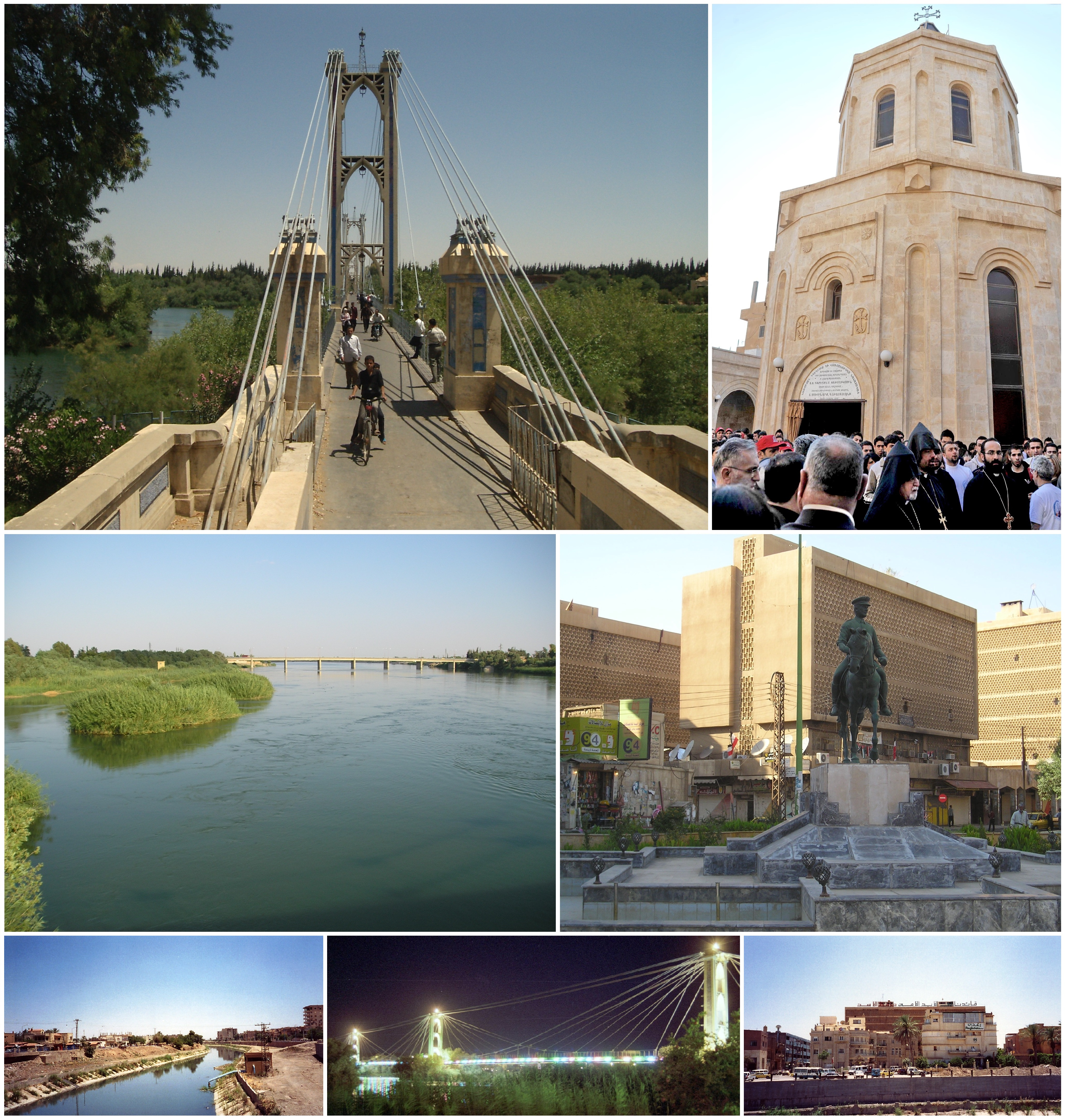
Dayr az-Zawr.

Dayr az-Zawr, eller Dayr al-Zawr, (arabiska: دَيْرُ ٱلزَّوْرِ, även دَيْرُ ٱلزُّور, Dayr az-Zur; armeniska: Տէր Զօր, Der Zor; syriska: ܕܝܪܐ ܙܥܘܪܬܐ), även Deir ez-Zor, är en stad i östra Syrien, vid floden Eufrat, omkring 420 kilometer nordost om huvudstaden Damaskus. Befolkningen uppgick till 211 857 invånare vid den senaste folkräkningen, som genomfördes 2004. Dayr az-Zawr är administrativ huvudort för en provins med samma namn som staden.

## Historia
Dayr az-Zawr grundades 1867, under det osmanska riket. Under första världskriget var det skådeplats för det armeniska folkmordet. Staden erövrades av Frankrike 1921 och blev en del av Syrien 1946. I staden finns idag en armenisk apostolisk kyrka som varje år, den 24 april, högtidlighåller det armeniska folkmordet.
Under det syriska inbördeskriget kontrollerades staden först av olika rivaliserande jihadiströrelser och andra väpnade grupper. Åren 2014–2017 belägrades den av terrorgruppen Islamiska staten, men i november 2017 återtogs den av syriska regeringsstyrkor med stöd av den libanesiska Hizbollahmilisen, Iranstödda miliser och ryskt flygunderstöd.

## Ekonomi
Dayr az-Zawr är ett viktigt handelscentrum, och en viktig transportknutpunkt för vägar och järnvägar genom öknen. Här finns läder- och textilindustri, samt betydande ekonomisk verksamhet i anslutning till petroleumutvinningen som sedan 1977 har pågått söder om staden. Sedan 1977 har staden ett universitet, och i staden finns också ett arkeologiskt museum med fynd från olika utgrävningar i närheten.